# African Bible Colleges
African Bible College verwijst naar een van de verscheidene Bible colleges in Afrika, met drie campussen in 2009. De African Bible Colleges bieden universitair onderwijs met een christelijke grondslag aan, met als doel mannen en vrouwen op te leiden voor christelijk leiderschap. Het leerplan is ontworpen om studenten met een diploma af te laten studeren, maar ook om studenten voor te bereiden op verder onderwijs.

## Geschiedenis
De eerste campus van de universiteit werd in 1978 geopend in Liberia in West-Afrika. In 1991 werd een tweede campus geopend in Malawi in Centraal-Afrika en in 2005 werd een derde campus geopend in Oeganda in Oost-Afrika met de naam African Bible University.
Voorafgaand aan de Eerste Liberiaanse Burgeroorlog werkte de African Bible College als een volledige universiteit en na erkenning door het Ministerie van Onderwijs in 1983 werden Bachelortitels toegekend. Door de burgeroorlog, die in Nimba County begon, waar de universiteit was gesitueerd, werd de universiteit gedwongen om te sluiten. De universiteit werd in 2008 echter heropend.